# 佩什馬河
佩什馬河（羅馬化：Pyshma）是俄羅斯的河流，位於斯維爾德洛夫斯克州和秋明州內，屬於圖拉河的右支流，發源自處於烏拉爾山脈東麓、上佩什馬以北的葉卡捷琳堡，流經西西伯利亞平原，最終在秋明以東40公里注入圖拉河，河道全長603公里，流域面積19,700平方公里，在每年11月上旬開始結冰，直至翌年4月，河畔城鎮有上佩什馬、別廖佐夫斯基、扎列奇內、蘇霍伊洛格和卡梅什洛夫。